# Personalrestaurant Binzmühle

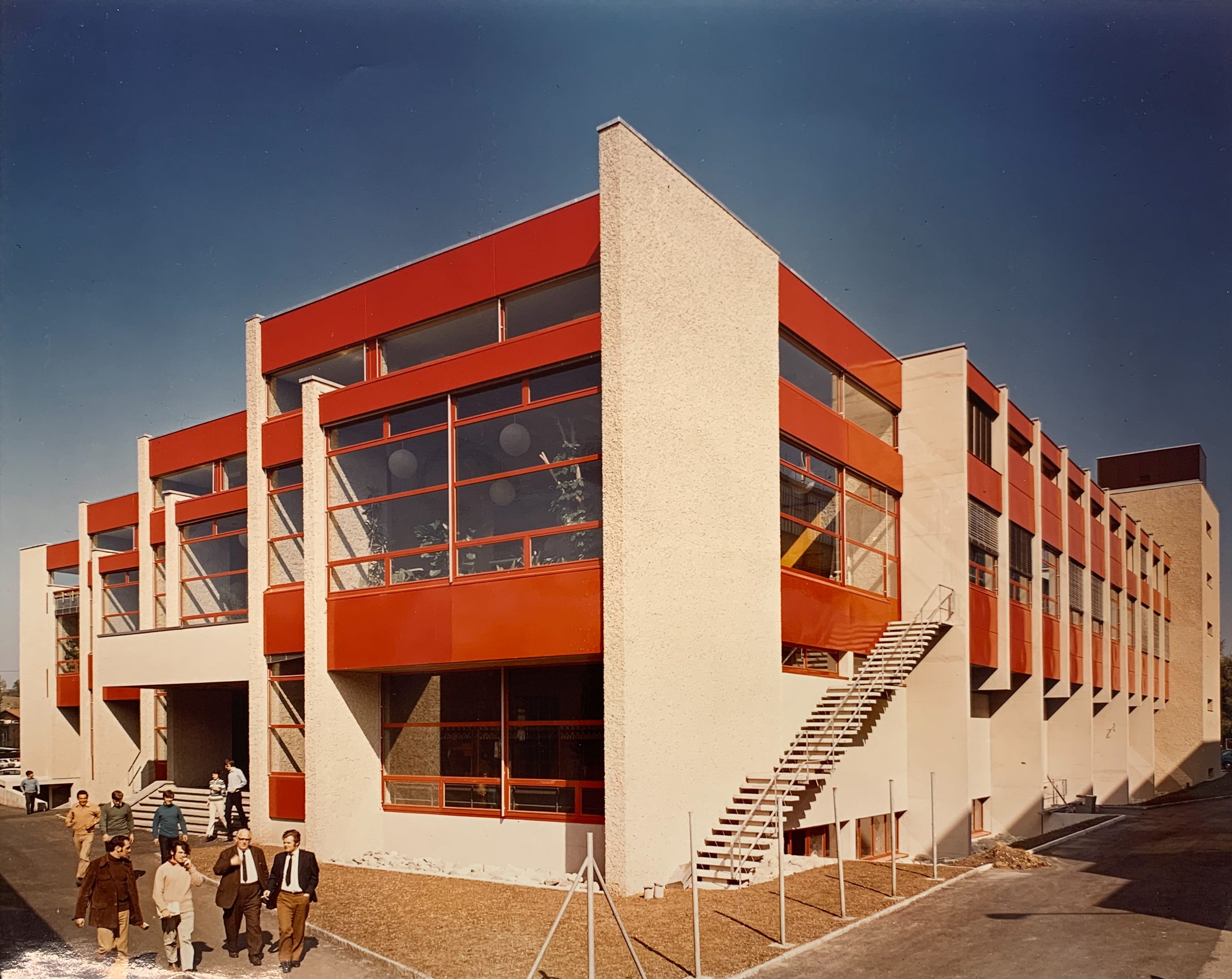
Das Personalrestaurant Binzmühle um 1971. Wegen ihrer ursprünglich roten Fassade wurde die Binzmühle unter den Arbeitenden auch der „Rote Ochse“ genannt.

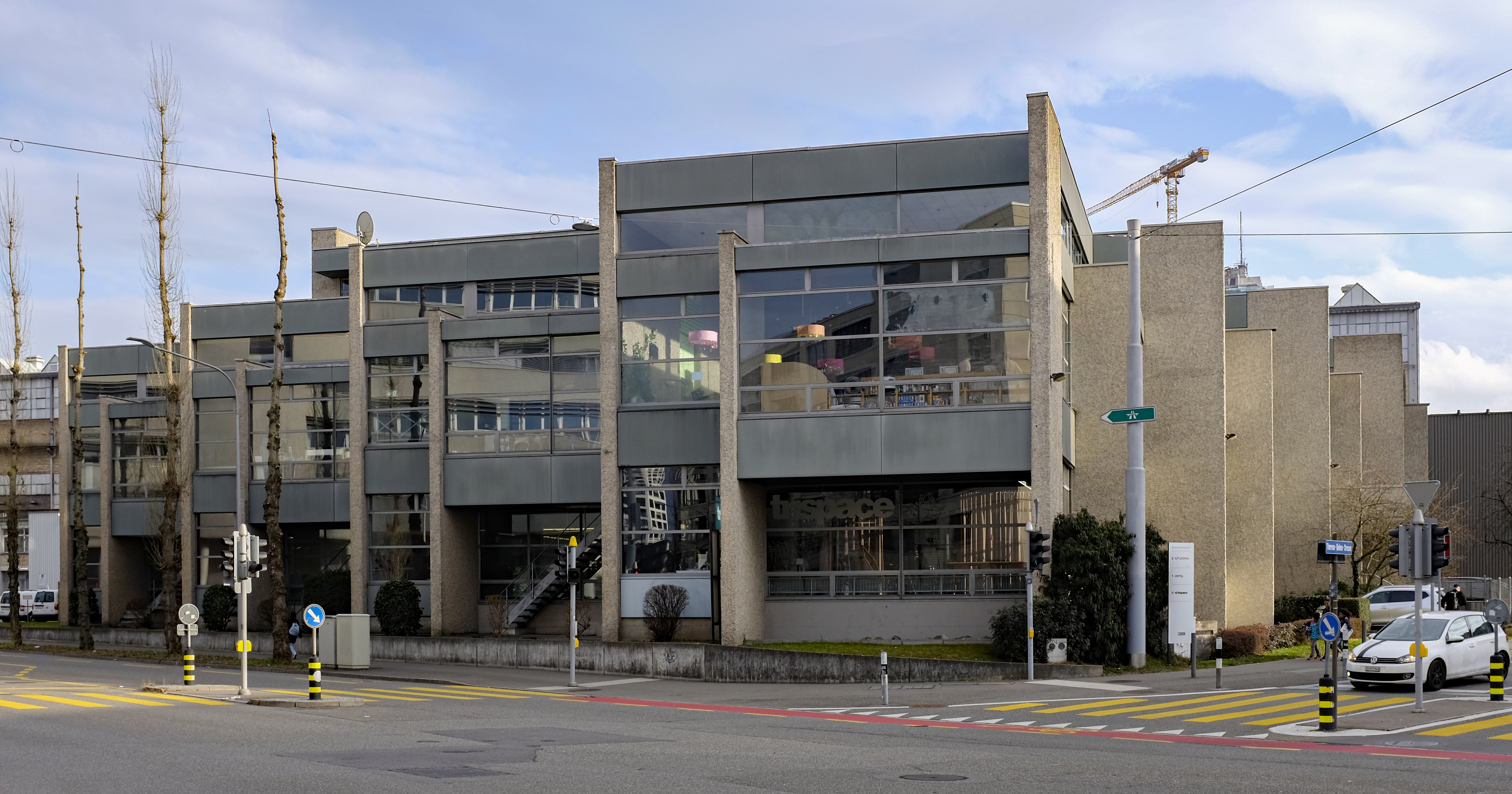
Ansicht vom Max Bill-Platz aus (2023)

Das ehemalige Personalrestaurant Binzmühle ist ein von Ernst Messerer entworfenes Gebäude im Zürcher Quartier Oerlikon, das zwischen 1969 und 1971 im Auftrag von Brown, Boveri & Cie. erbaut wurde. Es diente den Angestellten dieses Unternehmens, damals das grösste der Schweiz, als Kantine und gab bis zu 2400 Mahlzeiten pro Stunde aus.

## Gebäude
Auf einer Restparzelle in Oerlikon wurde das Personalrestaurant der Brown, Boveri & Cie. (BBC) errichtet. Das Gebäude verfügt über zwei Vollgeschosse und ein kleines Dachgeschoss. In der ursprünglichen Einrichtung befanden sich die Eingangshalle und die Cafeteria mit 550 Plätzen im Erdgeschoss, die Küche und der grosse Esssaal mit 900 Sitzplätzen im ersten Obergeschoss. Dazu kam das kleine Restaurant für die Direktionsgäste im Dachgeschoss.
Das dreieckige Grundstück führte zu einem präzise gestalteten, gestaffeltem Gebäudevolumen. Die Struktur des Gebäudes besteht aus Wandscheiben, die mit grobem Kellenwurf verputzt sind. Sie sind rechtwinklig zur Metallfassade angeordnet und greifen tief in die Haupträume ein. Somit wurden die Innenräume gegliedert, um den Gästen viele Eck- und Randplätzen zu bieten. Nach aussen erscheint die Gestaltung des ganzen Baukörpers plastisch und lebendig, sie ist aus der Logik der Innenräume herausgewachsen.

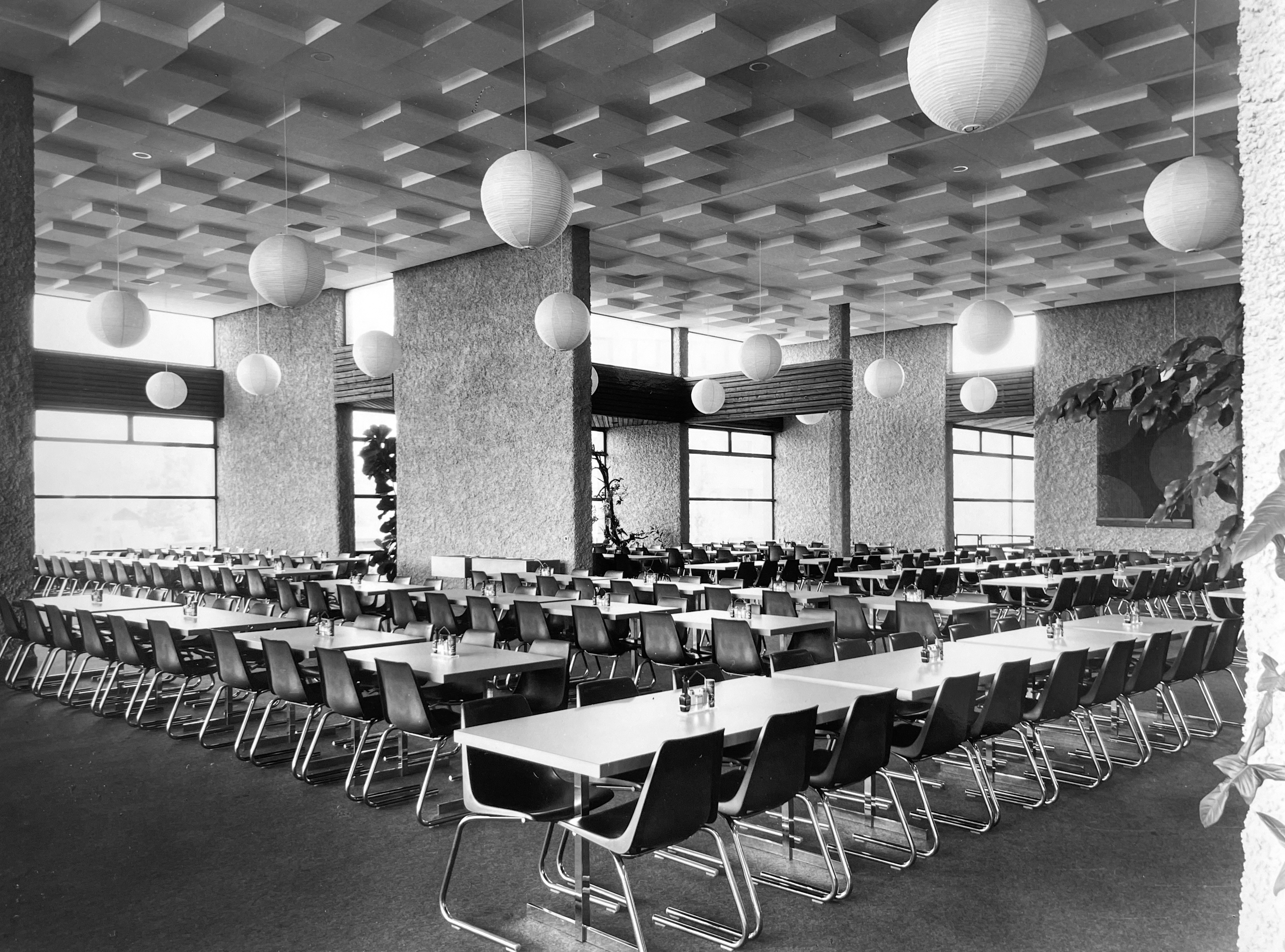
Esssaal kurz vor der Eröffnung

## Kantine
In der Eingangshalle im Erdgeschoss wurden in verglasten Schaukästen die angebotenen Menüs ausgestellt. Täglich konnte man zwischen zwei verschiedenen Tagesmenüs auswählen. Nachdem man sich für ein Gericht entschieden hatte, ging man für Menü 1 die Treppe rechts hoch, für Menü 2 die Treppe links. Die beiden Treppen führten direkt zu den Essensausgaben im ersten Geschoss, wo ein Tablett mit dem gewünschten Menu auf einem Förderband erschien. Anschliessend bezahlte man mit Coupons, die man beim Eingang am Kiosk erhalten konnte. Die Kantine wurde durch den Schweizer Verband Volksdienst betrieben – der heutigen SV Group.

## Geschichte

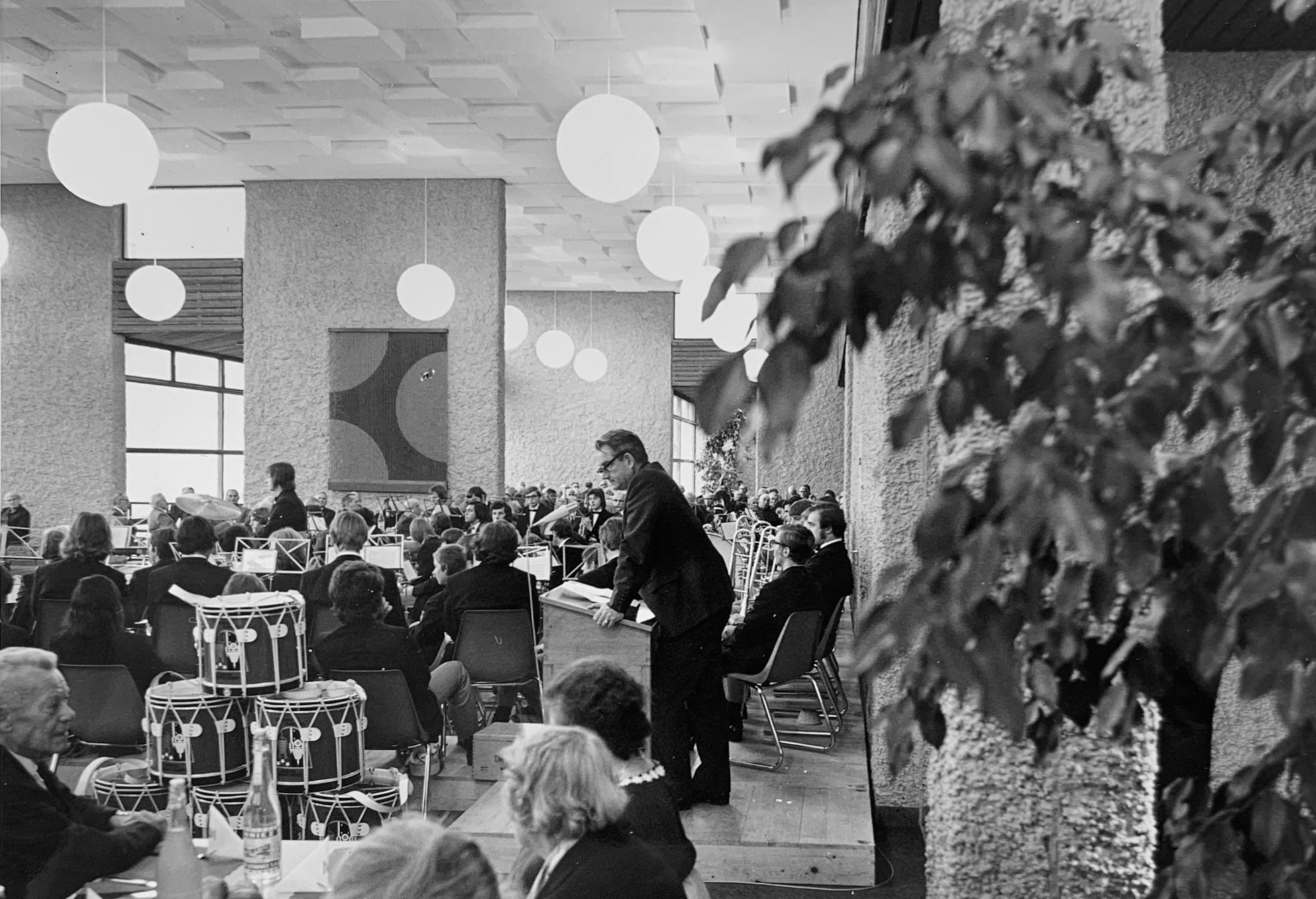
Ansprache bei der Eröffnungsfeier 1971

Innerhalb der Fabrikgesellschaft der Maschinenfabrik Oerlikon (MFO) verbreitete sich um 1900 der Wunsch nach einer fabrikinternen Verpflegungsmöglichkeit, damit die Arbeiter ihr Essen nicht mehr von Zuhause mitbringen mussten. Daraufhin baute die MFO eine als «Wohlfahrtshaus» bezeichnete Verpflegungsstätte innerhalb des Fabrikareals nördlich des Bahnhofs Oerlikon. Das Gebäude bekam den Namen «Orlinhus» und beinhaltete neben einer grossen Küche einen Esssaal, Duschanlagen sowie Lese- und Schulungsräume. Der Betrieb wurde ursprünglich von der betriebsangehörigen «Speisegenossenschaft» geführt, bis 1932 der «Schweizer Verband Volksdienst» die Führung übernahm.
Um 1960 begann die MFO mit der Planung einer neuen Kantine für die Arbeitenden, da es im «Orlinhus» nicht mehr möglich war, durch einen Umbau die Einrichtungen an damalige betriebliche Zweckmässigkeiten anzupassen. Eine Baukommission aus Vertretern der Personalabteilung, Angestelltenkommission der MFO, dem «Schweizerischen Verband Volksdienst» sowie dem Architekten Ernst Messerer beschäftigte sich mit der Umsetzung des Projekts. Die Planung verzögerte sich leicht durch die Übernahme der MFO durch die BBC im Jahre 1967, sonst verlief der Bau für die Beteiligten zufriedenstellend. Neben baulichen und finanziellen Herausforderungen standen vor allem ein reibungsloser Betriebsablauf der Essensausgabe im Vordergrund. Am 14. Oktober 1971 wurde das neue Personalrestaurant eröffnet und an die Führung des «Schweizerischen Volksdienst» übergeben.
1988 schloss sich BBC mit dem schwedischen Unternehmen Allmänna Svenska Elektriska Aktiebolaget (ASEA) zusammen und wurde zur Asea Brown Boveri (ABB). Daraufhin lagerte das Unternehmen Tätigkeiten der Kantinen aus.
Das Gebäude wurde ab 1998 an externe Unternehmen und Klubs vermietet, unter anderem an den «Akademischen Tanzklub Zürich» sowie der «Dance Academy Zürich». Seit 2018 werden die Räume im Gebäude an diverse Unternehmen als Büro vermietet.
Im Rahmen einer kooperativen Planung zwischen den Eigentümer des Gebiets nördlich des Bahnhofs Oerlikon (ABB Immobilien AG, AXA Leben AG, Stadt Zürich) und den daraus resultierenden «Sonderbauvorschriften Neu Oerlikon» ist der Ersatz des bestehenden Gebäudes durch ein neues Wohngebäude geplant (Stand Februar 2023).